# Garry Ringrose
Garry Ringrose (Dublín, 26 de enero de 1995) es un rugbista irlandés que se desempeña como centro y juega en el Leinster Rugby del euroafricano United Rugby Championship. Es internacional con el XV del Trébol desde 2016.

## Carrera
Debutó con el Leinster Rugby en septiembre de 2015 y contra el Cardiff Rugby. Anotó su primer try en su segundo partido, una victoria por 37–13 contra los Dragons RFC. Fue nombrado capitán en la temporada 2019–20 y la franquicia ganó el título de forma invicta.

## Selección nacional
Representó a los Wolfpuppies en 2014, debutando ante Escocia en el torneo Seis Naciones M20 2014 y jugó el Mundial Juvenil de Nueva Zelanda. Marcó tres tries en el mundial e Irlanda llegó a las semifinales, donde cayó frente a Inglaterra.

### Absoluta

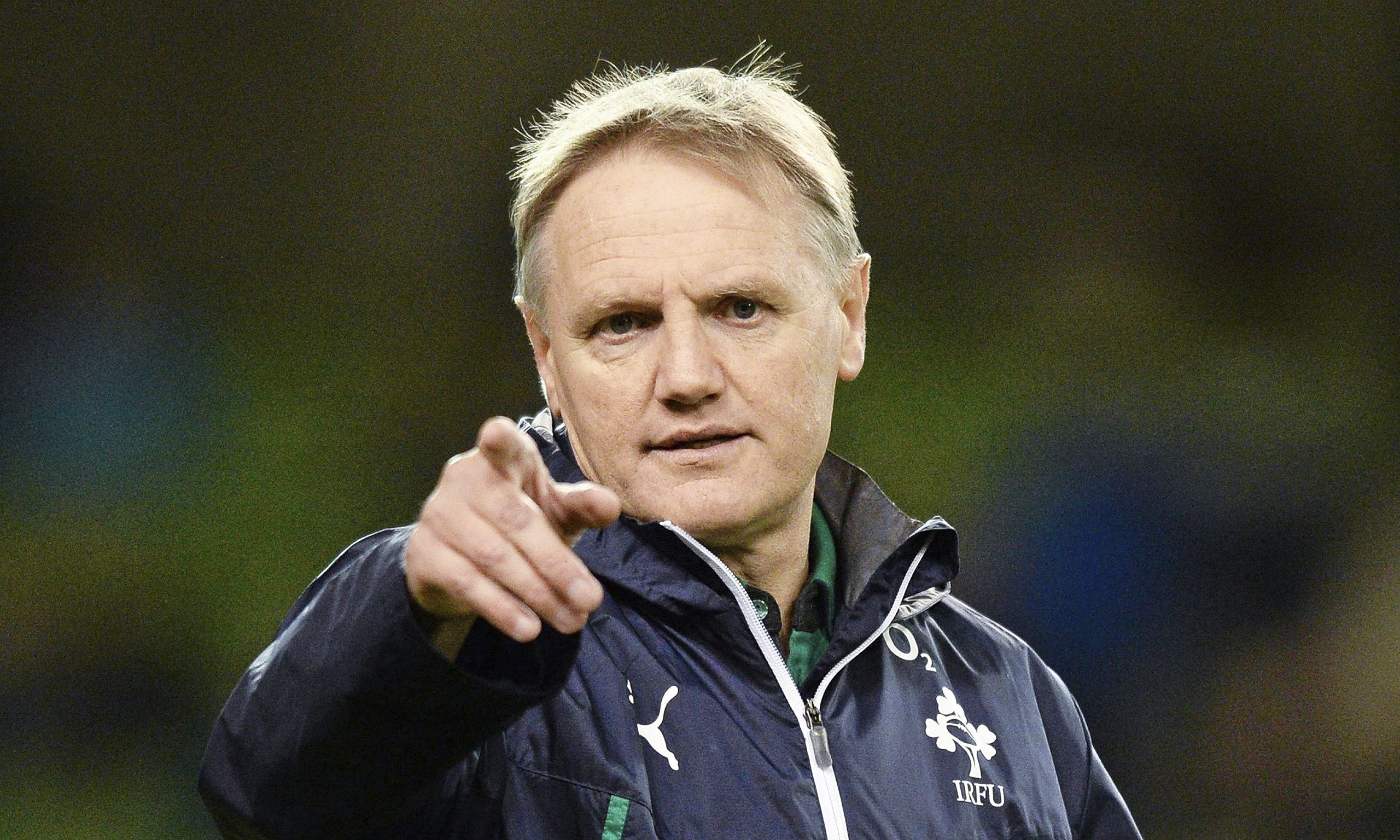
El kiwi Joe Schmidt lo seleccionó a Irlanda.

El neozelandés Joe Schmidt lo seleccionó al XV del Trébol para los partidos de prueba de fin de año 2016. Fue suplente y no jugó en la histórica victoria contra los All Blacks en la estadounidense Chicago, debutó la semana siguiente ante Canadá (triunfo en el Estadio Aviva) y en el juego final anotó su primer try en la victoria 27–24 sobre los Wallabies.
En el Torneo de las Seis Naciones 2017, su primer campeonato europeo, anotó un try contra Italia y desde entonces ha estado presente en todas las convocatorias.
Hasta febrero de 2023 llevaba jugadas 49 pruebas y marcados trece tries (65 puntos).

### Participaciones en Copas del Mundo
Schmidt lo llevó a Japón 2019 como titular indiscutido y junto a Robbie Henshaw formó la pareja de centros. Ringrose jugó cuatro pruebas, le anotó un try a los Brave Blossoms y otro a Rusia.
| Mundial                       | Sede  | Resultado        | PJ | Tries |
| ----------------------------- | ----- | ---------------- | -- | ----- |
| Copa Mundial de Rugby de 2019 | Japón | Cuartos de final | 4  | 2     |

## Palmarés
En 2014 fue nominado en los Premios World Rugby a Jugador Joven del Año, pero finalmente el sudafricano Handré Pollard obtuvo el galardón.
- Campeón del Torneo de las Seis Naciones de 2018.
- Campeón de la Copa de Campeones de 2017–18.
- Campeón del Pro14 de 2017–18, 2018–19, 2019–20, 2020–21.